# كرناس (مازو)
کرناس (بالفارسية: کرناس) هي قرية تقع في قسم مازو الريفي، بمقاطعة أنديمشك التابعة لمحافظة خوزستان، إيران. يقدر عدد سكانها بـ 30 نسمة حسب الإحصاء السكاني الذي تمّ في عام 2006.